# Jacques de Stadieu
Jacques de Stadieu, né le 17 janvier 1914 à Lagrasse (Aude) et décédé le 21 janvier 2010 à Pontivy (Morbihan), est un résistant français. Il est le 941e Compagnon de la Libération.

## Biographie

### Origines

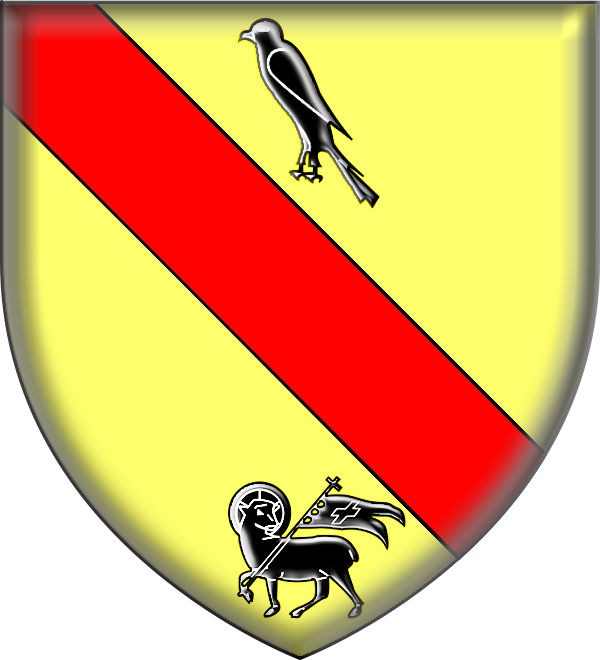
Blason de la famille de Stadieu

La famille de Stadieu est une famille subsistante de la noblesse française. Elle est originaire de Castelnaudary dans le département de l'Aude et elle a été anoblie en 1816 sous la seconde Restauration,.
Jacques Joseph Émile Louis de Stadieu est né à Lagrasse (Aude). Il est le fils de Joseph Robert François de Stadieu, notaire à Lagrasse et de sa cousine Henriette Marie de Stadieu.

### Études et formation
Il fait des études de mathématiques.
Appelé au service militaire en novembre 1938, il est affecté à la Base aérienne de Toulouse. Il suit la formation d’élève officier de réserve et est envoyé en avril 1939 à l’École de l'air d'Avord, dans le Cher. Quelques mois plus tard, en septembre 1939, il obtient son brevet d'observateur en avion. Il est nommé par la même occasion sous-lieutenant de l’armée française.

### Pendant la guerre

#### Début de la guerre et entrée en Résistance (1939-1940)
La première affectation de Jacques de Stadieu est au Groupe aérien d'observation (GAO) 546, alors basé en Champagne. C'est alors la drôle de guerre. À la suite du déclenchement de l'offensive éclair de la Wehrmacht en mai 1940, il se replie avec son unité jusque dans le Lot.
Il décide alors, avec deux de ses camarades officiers, de tenter de passer en Angleterre afin de continuer la lutte contre l'Allemagne nazie. Le 21 juin 1940, ils embarquent à Saint-Jean-de-Luz avec d'autres volontaires français sur le Sobieski (en), un navire qui évacue vers la Grande-Bretagne des troupes polonaises ayant combattu aux côtés de la France après l'invasion de la Pologne.
Jacques de Stadieu débarque en Angleterre deux jours plus tard, le 23 juin, et s'engage dès le lendemain dans les Forces Françaises Libres (FFL),. Il est affecté au Groupe réservé de bombardement no 1 en partance pour Dakar sur le paquebot hollandais Pennland, qui compte également parmi ses passagers le général de Gaulle. Après l'échec devant Dakar ("Opération Menace"), son unité est transférée à Douala au Cameroun, puis à Fort-Lamy au Tchad.
En qualité d'officier observateur, il participe aux missions de reconnaissance organisées par le colonel Leclerc de Hautecloque avant l’attaque de l’oasis italienne de Koufra.

#### Prisonnier des Italiens (1940-1943)
C’est au cours de l’une de ces opérations de reconnaissance photographique que, le 31 décembre 1940, alors qu'ils survolaient l'ouest du massif du jebel Uweinat, le lieutenant de Stadieu et son équipage (composé du sous-lieutenant Meurant et du sergent Privé, respectivement radio-mitrailleur et pilote), pris dans une tempête de sable et à court de carburant, sont contraints de se poser en catastrophe dans le désert. Après une dizaine de jours très pénibles passés à attendre de l'aide, les trois hommes sont recueillis le 9 janvier dans un grand état d'épuisement par des soldats italiens qui les font prisonniers. Ils passent trois mois en prison à Tripoli avant d'être transférés en Italie au camp de prisonniers de Sulmona, dans les Abruzzes,.
Après deux longues années de détention et plusieurs tentatives infructueuses d'évasion, le lieutenant de Stadieu parvient à fausser compagnie à ses gardiens et à se joindre à un groupe de partisans italiens. Il rejoint les forces britanniques en Sicile en décembre 1943.

#### Le retour au combat et la fin de la guerre (1944-1945)
Il est envoyé à Alger où il demande à être réintégré dans son ancienne unité, devenue entretemps le Groupe de bombardement Lorraine. Il rejoint son unité en Angleterre en juillet 1944. Il participe aux opérations aériennes au-dessus de la poche de Falaise. À partir d'octobre 1944, son unité est basée à Vitry-en-Artois qui opère des missions de bombardement successivement en Allemagne et aux Pays-Bas occupés.
Jacques de Stadieu termine la guerre avec le grade de commandant.
Du 22 juillet 1944, date de son retour en opération de combat, au 1er mai 1945, date de l'arrêt des missions de guerre de son unité, il a accompli plus de 85 missions de bombardement et s'est distingué à de nombreuses reprises par son calme et son sang-froid.

### L'après-guerre

#### L'administration coloniale (1946-1961)
Démobilisé en décembre 1945, Jacques de Stadieu commence une formation à l’École nationale de la France d'outre-mer. Quelques mois plus tard, il est nommé au poste d'administrateur de la France d'Outre-mer.
Il est en poste successivement au Sénégal pendant quatre ans, de 1946 à 1950, puis au Cameroun pendant onze ans, de 1950 à 1961. C'est là qu'il travaille avec Pierre Messmer alors Haut-commissaire de la République au Cameroun (1956-1958), comme adjoint au chef de région.

#### La carrière dans le privé (1962-1975)
Revenu en France au début des années soixante, Jacques de Stadieu devient le directeur général d'une entreprise rouennaise d’élevage de poulets, rachetée quelques années plus tard par une société agricole américaine dont elle devient la filiale.
De 1970 à 1975, il est le directeur de la construction de la Régie immobilière de la Ville de Paris.
Il est invité à dîner à plusieurs reprises à la mairie de Paris puis au Palais de l'Élysée par le président Jacques Chirac dont il partage avec ferveur l'héritage gaullien.
Jacques de Stadieu se retire au milieu des années 2000 à Pontivy dans le Morbihan, où il décède à l'âge de 96 ans. Les honneurs militaires lui sont rendus lors de ses funérailles par un détachement du 3e régiment d'infanterie de marine de Vannes. Incinéré, ses cendres reposent dans le caveau familial à Lanet dans l'Aude.
Il a rédigé des mémoires manuscrites datées de 1983 ("Mémoires de Jacques de Stadieu", 1938-1946) qui ne seront éditées qu'à une petite dizaine d'exemplaires, tous remis aux membres de sa famille ou à d'anciens frères d'armes.
Après son décès, il ne restait que 43 Compagnons de la Libération sur 1036.

## Décorations
|  |  |  |
|  |  |  |
|  |  |  |

- Commandeur de la Légion d'honneur
- Compagnon de la Libération (décret du 28 mai 1945)
- Croix de guerre 1939–1945 avec sept citations
- Médaille des évadés
- Croix du combattant volontaire de la guerre de 1939–1945
- Médaille coloniale avec agrafe Koufra
- Médaille commémorative des services volontaires dans la France libre
- Officier de l'Ordre du Nichan el Anouar